# Джулія Чан
Джулія Чан (англ. Julia Chan, нар. 9 травня 1983, Чешир, Велика Британія) — англійська акторка. Вона найвідоміша ролями Софії у фільмі жахів «Мовчазний будинок», та доктора Меггі Лін у телесеріалі «Збереження надії» (2011–2017).

## Біографія
Батько Джулії, Рой Чан, є адвокатом китайської спадщини, заснованим у Гонконзі; її мати Лорна — балерина Канади. Вона виховувалася в Чеширі й відвідувала університетський коледж, Лондон, Англія, а потім відвідувала Гарвардський університет, Кембридж (Массачусетс). Перебуваючи в Гарварді, вона часто діяла в сусідньому американському репертуарному театрі. Чан закінчила ступінь бакалавра з історії мистецтва та архітектури. Вона здобула ступінь магістра в Нью-Йоркській школі драми в Нью-Йорку у 2010 році.

## Кар'єра
Ще будучи в аспірантурі, вона отримала роль у «Копи-новобранці» (2010) «Глобальної телевізійної мережі» (виходила в ефір ABC у США). З 2011 по 2017 рік Чан грала доктора Меггі Лін протягом п’яти сезонів у серіалі «Збереженій надії» на телеканалі CTV, яку проводив NBC в США. Вона з'явилася в ролі Софії в «Безмовному домі», американському фільмі жахів 2011 року режисерів Кріса Кентіса і Лорі Лоу, а наступного року романтичний комедійний фільм «Пропущені зв'язки».
Чан знімався у двох канадських телевізійних програмах, міні-серіях «Кров'янисті та чудодійні ліки» та серіалі «Республіка Дойл». У 2015 році Чан з’явився у фільмі «Аванські володіння». Чан також виступив у гостях в епізодах «Ґотем» (2016) та «Крик Шитта» (2017).
11 липня 2017 року через Твіттер було оголошено, що вона стане ведучою шоу «Велике канадське випічкове шоу», з Деном Леві, прем'єра відбулася 1 листопада на СВС. Чан повернулась у другому сезоні 2018 року,  але ні вона, ні Леві не повернуться до третього сезону шоу.
21 лютого 2019 року було оголошено, що вона отримала роль Пеппер Сміт у The CW «Кеті Кін», спін-офф телесеріалу «Рівердейл», який почав виходити в ефір у 2020 році. В серіалі також знімаються Люсі Хейл, Ешлі Мюррей та Джоні Бошамп.

## Особисте життя
Чан одружилася з Еріком Ратенспергером 21 січня 2011 року, а пара наразі проживає в Лос-Анджелесі, Каліфорнії. 10 березні 2020 року через соціальну мережу Instagram стало відомо що Джулія чекає на дитину.

## Фільмографія
| Рік       |    | Українська назва                 | Оригінальна назва               | Роль                            |
| --------- | -- | -------------------------------- | ------------------------------- | ------------------------------- |
| 2008      | кф |                                  | Emily Divine                    |                                 |
| 2008      | кф |                                  | Twenty One                      | Кейт                            |
| 2010      | с  | Кровопускання і чудесні зцілення | Bloodletting & Miraculous Cures | Адріанна                        |
| 2010      | кф |                                  | B.U.S.T.                        | Тіна                            |
| 2010      | с  | Копи-новобранці                  | Rookie Blue                     | Емілі Старлінг                  |
| 2010      | кф |                                  | Feather Weight                  | Кейт                            |
| 2010      | кф |                                  | Gravity                         | Джилліан                        |
| 2010—2012 | с  | Справа Дойлів                    | Republic of Doyle               | Карен Бекер                     |
| 2011      | ф  | Тихий будинок                    | Silent House                    | Софія                           |
| 2012      | с  | Пен Амерікан                     | Pan Am                          | жінка-меценат                   |
| 2012      | ф  |                                  | Missed Connections              | Йога Зої                        |
| 2012—2017 | с  | Надія на порятунок               | Saving Hope                     | доктор Меґґі Лін                |
| 2014      | кф |                                  | Dear Dead Abby                  | Рейчел                          |
| 2015      | ф  | Одержимість Ави                  | Ava's Possessions               | панк-рок-дівчина                |
| 2016      | с  | Ґотем                            | Gotham                          | Карен Дженнінгс                 |
| 2017      | с  | Шиттс-Крік                       | Schitt's Creek                  | Елейн                           |
| 2018      | ф  | Хлопець як Джейк                 | A Kid Like Jake                 | Мішель                          |
| 2018—2019 | с  | Маленька собака                  | Little Dog                      | Памела                          |
| 2019—2020 | мс | Кінь БоДжек                      | BoJack Horseman                 | Піклз Апленті                   |
| 2020      | с  | Кеті Кін                         | Katy Keene                      | Пеппер Сміт                     |
| 2021      | мф | Пончари: Глобальне заокруглення  | Extinct                         | місіс Сонце / маленька дівчинка |
| 2022      | с  | Архів 81                         | Archive 81                      | Анабелль Чо                     |
| 2023      | с  | Вілл Трент                       | Will Trent                      | Ава Ґрін                        |
| 2023      | с  | Обвинувачені                     | Accused                         | Сара Тамура                     |
| 2024      | кф |                                  | 8 Minutes 20 Seconds            | Марша                           |
| 2024      | с  | Минуле                           | Before                          | терапевт                        |
| 2024      | с  | Блискучі уми                     | Brilliant Minds                 | Елісон Чжан-Вітакер             |